# Corsicaanse vuursalamander
De Corsicaanse vuursalamander (Salamandra corsica) is een salamander uit de familie echte salamanders of Salamandridae. De soort werd voor het eerst wetenschappelijk beschreven door Paolo Savi in 1838. Later werd de wetenschappelijke naam Salamandra moncherina gebruikt.

## Uiterlijke kenmerken
De soort bereikt een lengte van minstens 20 centimeter, en is zoals alle vuursalamanders erg grof en gedrongen gebouwd. De oorklieren of parotoïden zijn niet groot maar duidelijk te zien, de ledematen en tenen zijn vrij kort. De basiskleur is zwart, met heldergele ronde vlekken over de gehele bovenzijde van het lichaam, aan de flanken vormen vele kleinere vlekjes vaak een lengtestreep. De vlekken op de kop zijn vaak groter en smelten samen, waardoor de kop vaak grotendeels geel gekleurd is. Ook de parotoïden (gifklieren achter de ogen) zijn altijd geel gekleurd, de kleur van de vlekken kan naar oranje neigen. De dikke, ronde staart is kleiner dan de rest van het lichaam. Een belangrijk uiterlijk verschil met de andere vuursalamanders is de smallere en korte staart.

## Verspreiding en habitat
De Corsicaanse vuursalamander komt alleen voor op het Franse eiland Corsica, en normaal gesproken alleen op het westelijke deel van het eiland. Een enkele keer is de salamander tevens waargenomen op het zuidoostelijke deel van het eiland.

## Voortplanting
Net als de vuursalamander (Salamandra salamandra) komen de jongen soms volledig ontwikkeld ter wereld, en hebben geen oppervlaktewater nodig om het larvestadium te voltooien, dit voltrekt zich volledig in het moederdier. Nadeel is dat de jongen dit waarschijnlijk alleen lukt door elkaar al in de moeder op te eten, waardoor veel minder jongen ter wereld komen.

## Afbeeldingen

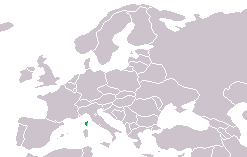
Verspreiding
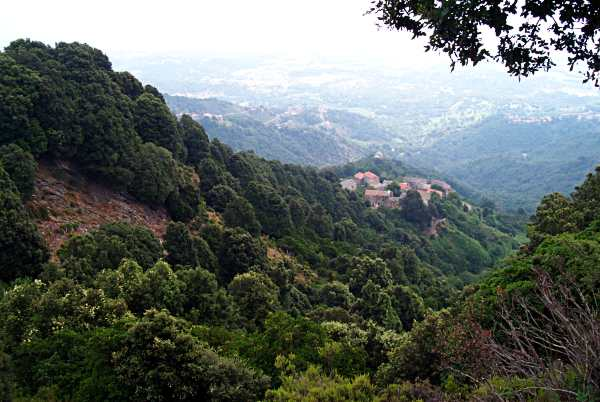
Habitat